# Beschermd stadsgezicht

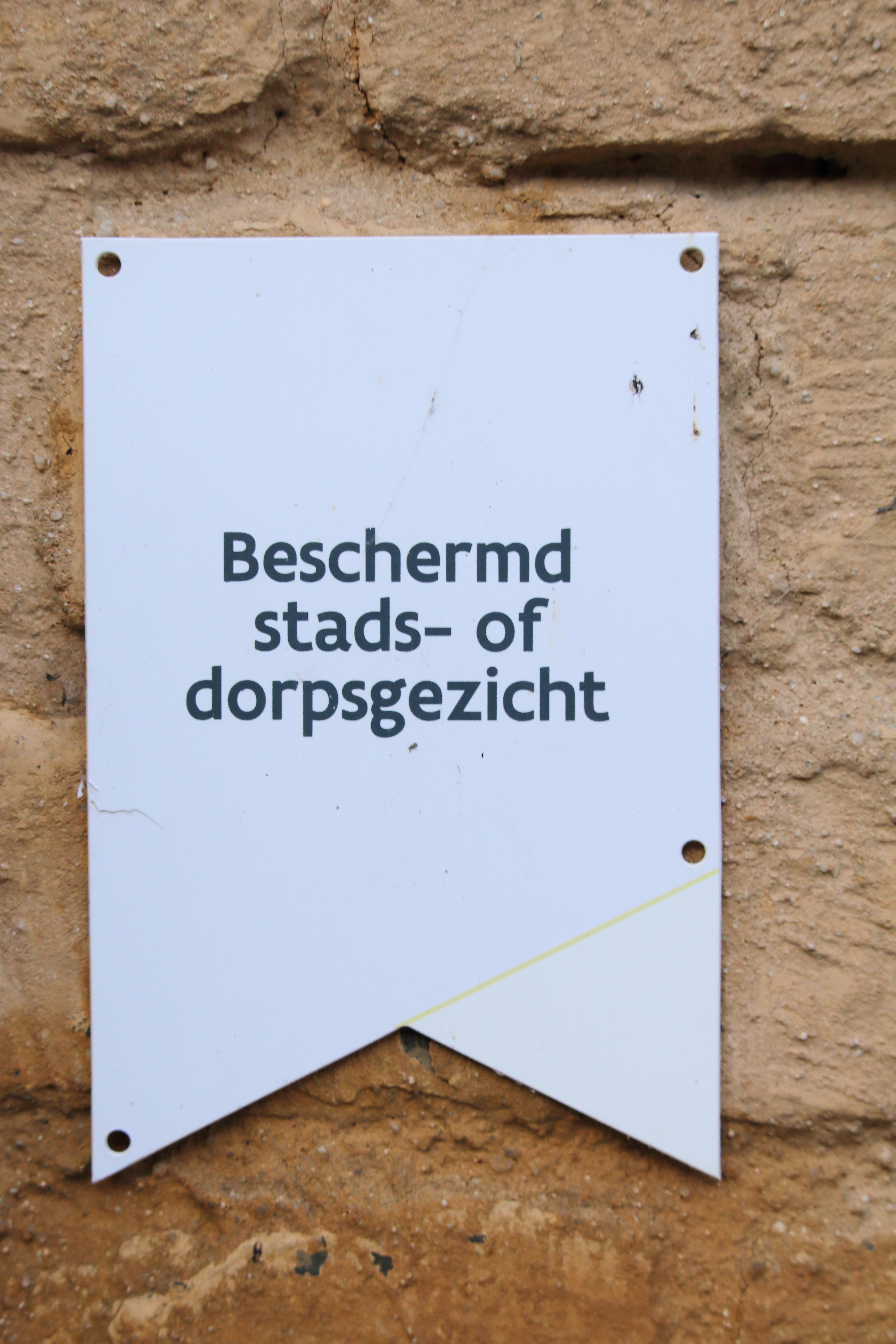
Monumentenschildje voor een Vlaams beschermd stadsgezicht

Een beschermd stadsgezicht is een samenhangende groep van objecten en gebouwen in een stad die van overheidswege beschermd wordt.
In Nederland wordt die bescherming beschreven door de Nederlandse Monumentenwet. Dit betekent dat de Rijksoverheid subsidie aan de gemeente geeft om het historische karakter (meestal) van de oude binnenstad in stand te houden. Vergelijkbaar met een beschermd stadsgezicht is een beschermd dorpsgezicht. Sinds 2012 worden er door de Rijksoverheid geen nieuwe beschermde stads- of dorpsgezichten meer aangewezen met uitzondering van gebieden die nog in procedure zijn. Naast rijksbeschermde stads- en dorpsgezichten, zijn er ook gemeentelijke beschermde stads- en dorpsgezichten. Een gemeente kan zelf bepalen of er binnen hun gemeente een gebied is met historische waarde en het daarom als beschermd aanmerken, zoals het Tuindorp Josephbuurt in Gouda.
Eind 2016 waren er in Nederland 470 beschermde stads- en dorpsgezichten.

## Status
De aanwijzing tot beschermd stadsgezicht leidt er niet automatisch toe dat voor de individuele bebouwing binnen het gebied een juridische bescherming van hetzelfde niveau als bij plaatsing op de gemeentelijke of rijksmonumentenlijst ontstaat. In een beschermd gezicht bevinden zich meestal wel objecten die tot beschermd (rijks/gemeentelijk) monument zijn aangewezen. Panden die niet zijn aangewezen als monument zijn vaak aangewezen als beeldbepalend pand.
Voor bouwen, verbouwen of slopen in een beschermd stads- en dorpsgezicht gelden andere regels dan voor normale bouw– of verbouwplannen in gebieden zonder beschermde aanwijzing. De eisen vanuit de bouwregelgeving voor het bouwen in beschermde gezichten zijn op enkele punten strenger dan bij gebieden zonder aanwijzing.

## Soortgelijke regelingen buiten Nederland en België
- In Frankrijk is de bescherming van historisch erfgoed  sinds 2016 opnieuw wettelijk geregeld. Site patrimonial remarquable (bijzondere erfgoed-locatie)  is de officiële term voor zowel beschermd stads- of stadswijkgezicht als beschermd dorpsgezicht. Secteur sauvegardé was voordien de Franse term voor alleen beschermd stadsgezicht.
- In Duitsland wordt de bescherming van historisch erfgoed deels door de centrale overheid (Bund), deels door de deelstaten (Bundesländer) geregeld. De nadruk ligt  sinds ongeveer 1990 vooral op conservering en herstel van stadsgebieden in de voormalige DDR.
- Voor Engeland en Schotland, zie: National Trust.
- In Spanje luidt de term hiervoor: Conjunto histórico-artístico, ensemble van historisch-artistieke waarde. In 1985 werd dit begrip  binnen de thans nog vigerende wetgeving voor monumentenzorg ingevoerd.